# Romica Puceanu
Romica Puceanu (Bucarest, 19 gennaio 1927 – Bucarest, 24 ottobre 1996) è stata una cantante rumena di musica rom, chiamata la regina della canzone lăutărescă.

## Biografia
Nacque nel 1927 a Bucarest, figlia del salterista Constantin Puceanu (che cantava al Hanul lui Manuc) e nipote del violinista Ion Puceanu di Teiș, Dâmboviţa (da cui gli etnomusicologi registrarono sul disco negli anni Trenta una versione antologica della canzone epica Manole Manole). Ebbe 5 fratelli: Culina, Veselina, Lorica, Gheorghe (chiamato Boţogan) e Cuculeţ.
Nel 1934 iniziò a cantare con suo padre, e poi divenne solista nel taraf (gruppo musicale) dei fratelli Gore (Aurel e Victor), di cui era cugina, interpretando cântece de mahala. Debuttò a 14 anni al Hanul Galben di Târgoviște.

### Carriera
Dal 1945, sempre più spesso i rom la chiamarono la "nostra regina". Tra il 1945 e il 1964 ottenne popolarità cantando nella maggior parte dei pub di Floreasca e Herăstrău e nel 1963 registrò i primi brani presso l'etichetta discografica Electrecord, debuttando con due dischi per il grammofono. Questi furono quindi reincisi su un piccolo disco in vinile (EPC). Nel 1964 registrò il suo primo album con la formazione dei fratelli Gore nel Tomis Studio di Electrecord. A partire dal 1970, iniziò a fare tournée all'estero; importanti per la sua carriera furono soprattutto i concerti in Israele e negli Stati Uniti. Durante questo periodo iniziarono le collaborazioni con il violinista Florea Cioacă e il fisarmonicista Andrei Mihalache e più tardi con il violista Ion Albeșteanu.
Apprezzata per la sua voce e per i temi delle sue canzoni (amore, vita, tempo), solista di riferimento negli anni '60 e '70 delle cântece de pahar, una forma di musica luteriana urbana che combina elementi orientali e alcuni elementi rumeni, tutto su uno sfondo gypsy.
Durante la sua carriera visitò gli Stati Uniti d'America, Giappone, Cina, Israele (con Doina Badea), Repubblica Democratica Tedesca. Cantò in vari ristoranti a Bucarest: il salone spagnolo del ristorante Caraiman, Capitol, Continental (tutte e tre su Calea Victoriei), Monte Carlo a Cișmigiu,, Intercontinental, Hotel Flora (oggi Crown Plaza) e sul palcoscenico del Teatro di rivista "Constantin Tanase", accanto a Stela Popescu, Alexandru Arșinel, Nicu Constantin.
Nel 1986 si trasferì a New York e nel 1992 ritornò in Romania.

### Decesso
Morì il 24 ottobre 1996 all'ospedale Floreasca di Bucarest, per le ferite riportate nell'incidente stradale del 19 ottobre tra Dor Mărunt e Dragoș Vodă (distretto di Călărași) che coinvolse il pulmino sul quale viaggiava verso Constanța per partecipare ad un matrimonio. In macchina c'era anche il fisarmonicista Viorel Fundament, che rimase vivo.
Romica Puceanu fu sepolta nel cimitero Izvorul Nou (zona Dristor), noto per il suo viale dedicato ai  lăutari (musicisti rom), dove furono sepolti tra gli altri Nicușor Predescu, Fărâmiță Lambru, Ion Albeșteanu. Al funerale suonò la band Ion Albeșteanu.

## Eredità
Per la minoranza Rom fu l'equivalente di Maria Tănase. 
Di lei scrisse l'antropologo dell'University of California Irvine (UCI) Robert Garfias: "Probabilmente se il sistema politico comunista in quel momento le avesse permesso di cantare e di essere ascoltata all'estero, oggi sarebbe diventata famosa come Cesária Évora" o Billie Holiday.
All'interno del paese, cantanti e musicisti zingari che hanno scelto di suonare la musica gitana rumena non hanno mai ricevuto ufficialmente lo stesso riconoscimento, opportunità di registrazione e promozione date a coloro che eseguivano solo la musica approvata dallo stato. Se a Romica fosse stato permesso di esibirsi all'estero e di registrarsi al di fuori della Romania, è mia ferma convinzione che avrebbe certamente raggiunto la popolarità del livello di cui godono oggi artisti come Cesaria Evora di Capo Verde. Purtroppo, per lei e per tanti che avrebbero potuto apprezzarla, questo non è accaduto. Romica era un'artista incredibile e una cara amica. Non riesco a immaginare cosa faremo ora senza di lei»
(Robert Garfias)
Grazie alla grande quantità di cântece de mahala del suo repertorio e anche alla moltitudine dei versi, divenne presto una cantante molto popolare, trasformandosi nell'immagine stessa della cantante di muzică lăutărească urbana (mahala).

## Discografia parziale

### Album
- Muzică lăutărească (1964), EP
- Romica Puceanu și Taraful fraților Gore (1964), LP
- Muzică lăutărească (1965), LP
- La casa cu trestioară (1975)
- Cine nu știe ce-i dorul (1975), LP
- Nici nu ninge, nici nu plouă (1977), LP
- Vântule, bătaia ta (1980), LP
- Ridicați cu toți paharul (1991), LP
- Romica Puceanu (1991), audiocassetta
- Inimă de țigancă (1993), LP
- Inimă de țigancă (1994), audiocassetta
- Nu mi-e necaz că trăiesc (1998), audiocassetta
- Gipsy songs (1998), CD
- Blestemat să fii de stele (2002), CD
- La casa cu trestioară (2007), CD
- Șaraiman (2008), CD
- Pasăre necunoscută (2013), CD